# Istok Rodeš
Istok Rodeš (Varaždin, 27 gennaio 1996) è uno sciatore alpino croato.

## Biografia
Attivo in gare FIS dal dicembre del 2011, Rodeš ha esordito in Coppa del Mondo il 6 gennaio 2013 a Zagabria Sljeme in slalom speciale, senza completare la prova, ai Campionati mondiali a Schladming 2013, dove si è classificato 62º nel supergigante, e in Coppa Europa il 18 gennaio 2014 a Zell am See in slalom speciale (36º). Ai Mondiali di Vail/Beaver Creek 2015 si è piazzato 45º nel supergigante, 36º nella combinata e non ha completato la discesa libera, mentre a quelli di Sankt Moritz 2017 è stato 40º nello slalom speciale.
Ha debuttato ai Giochi olimpici invernali a Pyeongchang 2018, classificandosi 21º nello slalom speciale. Il 19 dicembre 2018 ha colto a Obereggen in slalom speciale la sua prima vittoria, nonché primo podio, in Coppa Europa; ai Mondiali di Åre 2019 non ha completato lo slalom speciale, a quelli di Cortina d'Ampezzo 2021 si è piazzato 6º nello slalom speciale e non si è qualificato per la finale nello slalom parallelo e quelli di Courchevel/Méribel 2023 e di Saalbach-Hinterglemm 2025 non ha completato lo slalom speciale.

## Palmarès

### Mondiali juniores
- 2 medaglie:
  - 1 oro (slalom speciale a Soči/Roza Chutor 2016)
  - 1 bronzo (combinata a Soči/Roza Chutor 2016)

### Coppa del Mondo
- Miglior piazzamento in classifica generale: 61º nel 2019

### Coppa Europa
- Miglior piazzamento in classifica generale: 18º nel 2019
- Vincitore della classifica di slalom speciale nel 2019
- 4 podi:
  - 2 vittorie
  - 1 secondo posto
  - 1 terzo posto

#### Coppa Europa - vittorie
| Data             | Località  | Paese    | Specialità |
| ---------------- | --------- | -------- | ---------- |
| 19 dicembre 2018 | Obereggen | Italia   | SL         |
| 4 febbraio 2019  | Gstaad    | Svizzera | SL         |

Legenda:

SL = slalom speciale

### Campionati croati
- 5 medaglie:
  - 2 ori (slalom gigante nel 2022; slalom speciale nel 2023)
  - 2 argenti (slalom gigante nel 2021; slalom gigante nel 2023)
  - 1 bronzo (slalom speciale nel 2021)